# Physoderma
Physoderma är ett släkte av svampar. Physoderma ingår i familjen Physodermataceae, ordningen Blastocladiales, klassen Blastocladiomycetes, divisionen Blastocladiomycota och riket svampar.
| Physoderma | \| \| Physoderma alfalfae \| \| \| \| \| \| Physoderma comari \| \| \| \| \| \| Physoderma graminis \| \| \| \| \| \| Physoderma asphodeli \| \| \| \| \| \| Physoderma pulposum \| \| \| \| \| \| Physoderma gerhardtii \| \| \| \| \| \| Physoderma debeauxii \| \| \| \| \| \| Physoderma leproides \| \| \| \| \| \| Physoderma maculare \| \| \| \| \| \| Physoderma maydis \| \| \| \| \| \| Physoderma lathyri \| \| \| \| \| \| Physoderma potteri \| \| \| \| |
|            | \| \| Physoderma alfalfae \| \| \| \| \| \| Physoderma comari \| \| \| \| \| \| Physoderma graminis \| \| \| \| \| \| Physoderma asphodeli \| \| \| \| \| \| Physoderma pulposum \| \| \| \| \| \| Physoderma gerhardtii \| \| \| \| \| \| Physoderma debeauxii \| \| \| \| \| \| Physoderma leproides \| \| \| \| \| \| Physoderma maculare \| \| \| \| \| \| Physoderma maydis \| \| \| \| \| \| Physoderma lathyri \| \| \| \| \| \| Physoderma potteri \| \| \| \| |
|            | Physoderma alfalfae |
|            | |
|            | Physoderma comari |
|            | |
|            | Physoderma graminis |
|            | |
|            | Physoderma asphodeli |
|            | |
|            | Physoderma pulposum |
|            | |
|            | Physoderma gerhardtii |
|            | |
|            | Physoderma debeauxii |
|            | |
|            | Physoderma leproides |
|            | |
|            | Physoderma maculare |
|            | |
|            | Physoderma maydis |
|            | |
|            | Physoderma lathyri |
|            | |
|            | Physoderma potteri |
|            | |

|  | Physoderma alfalfae   |
|  |                       |
|  | Physoderma comari     |
|  |                       |
|  | Physoderma graminis   |
|  |                       |
|  | Physoderma asphodeli  |
|  |                       |
|  | Physoderma pulposum   |
|  |                       |
|  | Physoderma gerhardtii |
|  |                       |
|  | Physoderma debeauxii  |
|  |                       |
|  | Physoderma leproides  |
|  |                       |
|  | Physoderma maculare   |
|  |                       |
|  | Physoderma maydis     |
|  |                       |
|  | Physoderma lathyri    |
|  |                       |
|  | Physoderma potteri    |
|  |                       |